# Ian R. MacLeod
Ian R. MacLeod (Solihull, 1956) is een Britse sciencefiction- en fantasyschrijver.
In 1997 won MacLeod met The Great Wheel de Locus Award voor beste eerste roman. Daarna schreef hij de romans The Light Ages en The House of Storms. Beide spelen in een victoriaans Engeland, waar de magische substantie Aether de samenleving en de technologische ontwikkeling ingrijpend heeft beïnvloed. De boeken zijn te kenschetsen als alternatieve geschiedenis, maar ook als steampunk.
Met The Summer Isles won hij in 1998 de Sidewise Award for Alternate History (Short Form) en de World Fantasy Award. Het verhaal was oorspronkelijk op romanlengte geschreven, maar verkocht niet. MacLeod heeft toen een verkorte versie gepubliceerd. In 2005 is de originele versie verschenen, die in het volgende jaar ook de Sidewise Award won (voor Long Form). 
In 2000 won hij een tweede World Fantasy Award voor zijn novelette The Chop Girl. Met zijn in 2008 gepubliceerde roman Song of Time heeft hij zowel de Arthur C. Clarke Award als de John W. Campbell Memorial Award gewonnen.